# José Luna Gálvez
José León Luna Gálvez (Huancavelica, 17 de julio de 1955) es un empresario, economista y político peruano. Es congresista de la república por Lima para el periodo 2021-2026, cargo que también ejerció anteriormente en cuatro periodos consecutivos. Es fundador y líder de Podemos Perú, partido político fundado en el año 2018 tras renunciar a Solidaridad Nacional.

## Biografía
José Luna nació el 17 de julio de 1955 en la ciudad de Huancavelica, en Perú. Es hijo de Juan Luna Peña y de Paula Gálvez, matrimonio humilde que emigró a la ciudad de Lima y se estableció en la zona de Cantagallo, para después instalarse en el distrito de San Juan de Lurigancho. Es el mayor de cinco hermanos.
Su vocación se encaminó hacia la gerencia empresarial y la docencia. Empezó fundando una pequeña academia que funcionó en el segundo piso de su casa de San Juan de Lurigancho, que fue la base del emporio educativo Telesup, fundado en 1996. En 2004, Telesup se convirtió en universidad. Dicha universidad fue denegada en operar por la Superintendencia Nacional de Educación Superior Universitaria (SUNEDU) en el año 2019 pero fue revisada en 2023 a causa de la contrarreforma de 2021-2022.
Trabajó también en el sector público: fue adjunto jefe de la oficina de administración del Proyecto Especial Tablachaca Electroperu del Instituto Geológico Minero y Metalúrgico (1982-1983); director en el Ministerio de Energía y Minas del Perú (1986-1989); asesor de la Comisión de Economía del Senado de la República (1990-1992).
Luna es doctor en Educación y magíster en Economía, ambos por la Universidad de San Martín de Porres.

## Carrera política
José Luna se inició en la política peruana cuando se inscribió como militante del Partido Aprista Peruano, partido político de Víctor Raúl Haya de la Torre, y obtuvo su primer cargo político en 1999 cuando fue elegido como regidor de la Municipalidad Metropolitana de Lima en las elecciones municipales de 1998 para el periodo 1999-2002, durante la gestión del alcalde Alberto Andrade. Sin embargo, terminó alejándose de las filas apristas ese mismo año tras discrepancias con la dirigencia del partido.
Posteriormente, es invitado por Luis Castañeda Lossio para la fundación del Partido Solidaridad Nacional, en donde pasó a ser uno de los mayores aportantes del partido y líder en la sede de Lima. En las elecciones generales de 2000, Solidaridad Nacional participó lanzando la candidatura de Castañeda a la presidencia del Perú, mientras que Luna se presentó como candidato al Congreso de la República. Luna salió electo como congresista de la República con 20 001 votos, mientras que Castañeda terminó perdiendo las elecciones, que las ganó Alberto Fujimori, siendo esta su cuestionada rerreelección como presidente.
El 27 de julio de 2000, Luna juramentó como congresista para el periodo 2000-2005. Sin embargo, anunció que se mantendría como congresista independiente y se alejó de Solidaridad Nacional tras el caso de transfuguismo. Días después, los miembros de la oposición le criticaron por apoyar indirectamente al gobierno fujimorista con su voto a favor de la reelección de la fujimorista Martha Hildebrandt a la presidencia del Congreso, así como por los blindajes en investigaciones a Vladimiro Montesinos, asesor presidencial de Alberto Fujimori cuestionado por diversos actos de corrupción.
En septiembre del 2000, congresistas del Frente Independiente Moralizador difundieron a nivel nacional los “Vladivideos” que demostraban como Montesinos sobornaba a políticos, empresarios y diversas personalidades para apoyar el gobierno de Fujimori. Ante esto, los miembros de la oposición decidieron presentar una moción de vacancia presidencial contra Alberto Fujimori, quien en noviembre se fugó a Japón y presentó su renuncia mediante un fax, y Luna acordó apoyar la vacancia presidencial que tuvo éxito con 62 votos a favor, 9 en contra y 9 abstenciones,
En 2001, el gobierno de transición de Valentín Paniagua acordó convocar a elecciones generales para el 2001 con la finalidad de elegir un nuevo régimen democrático. Ese mismo año, Lourdes Flores decidió postular a la presidencia del Perú como lideresa de la Alianza Electoral Unidad Nacional, coalición política conformada por los partidos Partido Popular Cristiano, Renovación Nacional, Cambio Radical y Solidaridad Nacional, este último recién integrado tras la renuncia de la precandidatura de Castañeda Lossio. Luna decidió postular a la reelección como cuota del partido y tuvo éxito con 20 001 votos, juramentando para el periodo 2001-2006. Sin embargo en 2002, Luna fue suspendido del Congreso tras estar implicado en el caso de transfuguismo durante el régimen fujimorista, hecho por el cual estuvo investigado hasta el 2009.
En las elecciones del 2006, Luna decidió postular nuevamente al Congreso por Unidad Nacional, pese a estar suspendido e investigado. Sin embargo, obtuvo su tercera elección como congresista para el periodo 2006-2011 y fue defendido por Lourdes Flores, quien recibió críticas por tener personas investigadas en sus listas congresales.
Pese a ser reelecto congresista, Luna siguió suspendido y su cargo tuvo que ser ocupado por Wilder Ruiz Silva. No obstante en 2009, Luna volvió al Congreso tras ser absuelto y continuó sus funciones como congresista.
En la elecciones generales de 2011, fue nuevamente reelegido congresista de la república por la Alianza Solidaridad Nacional, con 69 996 votos, para el periodo parlamentario 2011-2016.
Durante su labor parlamentaria, Luna fue 3.er vicepresidente del Congreso en la Mesa Directiva presidida por Víctor Isla Rojas (2012-2013) y en la Mesa Directiva presidida por Fredy Otárola (2013-2014). Además, fue presidente de varias comisiones dentro del Congreso.
En el periodo 2011-2016, Luna solo cobró S/1.00 de forma simbólica donando su sueldo de congresista a la Asociación por los Pobres del Perú. Pero, en el 2015, se descubrió que pagaba a asesores fantasmas, y el pleno del Congreso lo suspendió por treinta días.
Para las elecciones generales de 2016, Luna fue candidato a la primera vicepresidencia de la república en la plancha presidencial de Hernando Guerra-García por la Alianza Solidaridad Nacional con Unión por el Perú. Al mismo tiempo, postuló nuevamente al Congreso de la República encabezando la lista parlamentario. Sin embargo, la candidatura fue retirada en vista de la poca aceptación que obtuvo; con ello, Solidaridad Nacional conservó su inscripción. Ese mismo año, Luna renunció a Solidaridad Nacional.
En 2017, Luna fundó su propio partido (Podemos Perú), que fue inscrito el 17 de septiembre del mismo año. El mismo que participó en las elecciones municipales y regionales de 2018. Para la alcaldía de Lima Metropolitana lanzó la candidatura de Daniel Urresti.  Estando en plena campaña, se supo que la inscripción de Podemos Perú fue favorecida por el mismo jefe de la ONPE, Aldo Castillo. Luego, se descubrió que el gestor de toda esa maniobra había sido José Cavassa, el antiguo operador de Vladimiro Montesinos. Luna presentó a la ONPE firmas falsas, entre ellas de futbolistas y hasta políticos de la oposición para inscribirse. La Contraloría confirmó que hubo irregularidades en ese proceso.
Para las elecciones generales de 2021, se anunció la candidatura de Luna al Congreso por Podemos Perú. Luego de las elecciones, Luna resultó nuevamente elegido congresista de la república con la tercera votación alta (69 538 votos) para el periodo parlamentario 2021-2026.
Para las elecciones generales de 2026, se informó de que Luna había entablado alianzas con grupos afines a su ideología, como la izquierda y el conservadurismo.

## Controversias

### Acusaciones de recibimiento de dinero de Vladimiro Montesinos
En 2002 Luna Gálvez fue suspendido por cinco años por presuntamente recibir dinero del red de corrupción, cuando Montesinos confirmó el recibimiento el año pasado. Su suspensión fue levantada en 2006 en una sesión parlamentaria. La entonces candidata presidencial Lourdes Flores Nano a Gálvez para estar incluido en las elecciones generales de ese año, justificando que tales acusaciones fueron injustas.

### Caso Lava Jato
El colaborador eficaz n.º 155-2019 relató que meses antes de una reunión con OAS realizada a inicios de agosto de 2014, hubo una cita en la que participaron Luis Castañeda, el exejecutivo de Odebrecht Raymundo Serra y Martín Bustamante, quien fue el anfitrión.
A los pocos días, un emisario de Serra le entregó a Bustamante USD 50 000. Luego, Bustamante, a pedido de Castañeda, entregó este dinero al congresista José Luna Gálvez, que le dijo que el monto sería usado para realizar una encuesta. Luego, Bustamante recibió de Odebrecht USD 150 000, en dos partidas. Todo ello, según el testimonio del colaborador eficaz.
Tras esta revelación, la fiscal del Equipo Lava Jato Milagros Salazar solicitó ante el juez Jorge Luis Chávez Tamariz autorización para el allanamiento y registro de la vivienda de Luis Castañeda, en el distrito de Surco. También de viviendas de siete involucrados en el caso, como la de Giselle Zegarra y la de José Luna Gálvez, así como de dos oficinas de la Universidad Privada Telesup. El juez concedió la autorización y la diligencia se realizó el 15 de octubre de 2019. Otras viviendas allanadas fueron la de Martin Bustamante, Alfieri Luchetti y Jaime Villafuerte.
En julio del 2018, la magistrada María de los Ángeles Álvarez Camacho, titular del Primer Juzgado de Investigación Preparatoria Nacional Permanente Especializado en Delitos de Corrupción de Funcionarios, dictó impedimento de salida del país contra el exalcalde Luis Castañeda Lossio. Una similar disposición se aplicará para el excongresista José Luna Gálvez, al igual que para Martín Bustamante, exteniente alcalde de Miraflores. Lo mismo para el caso de Giselle Zegarra, ex gerenta de Promoción de la Inversión Privada de la Municipalidad de Lima; así como los exfuncionarios ediles, Jaime Villafuerte y Bruno Lucchetti.
En enero de 2020, la fiscal Milagros Salazar, del equipo especial, solicitó treinta y seis meses de prisión preventiva para el exalcalde Luis Castañeda, el excongresista José Luna Gálvez y la exgerente edil Giselle Zegarra. Esto por aportes irregulares de Odebrecht y OAS a la campaña de Luis Castañeda en 2014. Se dice que el exalcalde habría liderado una organización criminal desde 2011 hasta 2018, tiempo en que dejó de ocupar el sillón municipal.
El 14 de febrero de 2020, el Poder Judicial ordenó 24 meses de prisión preventiva para el exalcalde de Lima, Luis Castañeda. Mientras que a sus excolaboradores, el excongresista, José Luna Gálvez y la exfuncionaria edil Giselle Zegarra, se les impuso comparecencia restringida por treinta y seis meses con ciertas reglas de conducta y una caucion económica a cada uno.
En agosto de 2023, Telesup fue incluida en la investigación de lavado de activos.

### Caso Los Gánsteres de la Política
La investigación se remonta a julio de 2015, cuando Luna Gálvez contrata, con sueldo de Telesup ascendente a S/12 000.00, a José Luis Cavassa Roncalla, el cual controlaba a través de altísimos montos por «derecho de libros» a tres consejeros del antiguo Consejo Nacional de la Magistratura (CNM): Guido Äguila (S/270 000.00), Iván Noguera (S/899 000.00) y Julio Gutiérrez Pérez, con el fin de lograr influenciar en el CNM. El informe indica que durante el 2017, uno de sus principales objetivos de dicha organización era lograr que Adolfo Castillo Meza gane el concurso CNM para ser jefe de la ONPE, siendo Cavassa Roncalla, el principal encargado de infiltrar y contratar a funcionarios para esa institución.
El caso se encontraba encarpetado, pero fue reabierto al aparecer nuevas pruebas que sindicaban tanto al excongresista José Luna Gálvez como a exfuncionarios de la ONPE. La presunta organización criminal, denominada Los Gánsteres de la Política, estaría integrada, hasta el momento, por catorce personas, entre ella a José Luna Gálvez (líder del partido Podemos Perú), José Luna Morales (hijo y congresista por el mismo partido), José Luis Cavassa Roncalla, Fernando Obregón Mansilla, Adolfo Castillo Mesa, Laura Silva Seminario, entre otros.
El congresista de Podemos Perú José Luna Morales, hijo de Luna Gálvez, es considerado miembro de la presunta organización criminal, tuvo la función de firmar los contratos y pagos, con la finalidad de comprar las voluntades de los exconsejeros del CNM y el copamiento de la ONPE con personal de la Universidad Privada Telesup, de la cual es gerente general. Por su condición de legislador, posee inmunidad parlamentaria. Por lo tanto, la fiscal Castro informó que la investigación contra el congresista José Luna Morales queda suspendida. 
El sábado 7 de noviembre, la Fiscalía, junto con miembros de la División de Investigación de Delitos de Alta Complejidad (Diviac), allanó las viviendas de José Luna Gálvez, líder del partido Podemos Perú y cuatro exfuncionarios de la ONPE: Adolfo Castillo Meza, Fernando Obregón Mansilla, Oscar Nieves Vela y Enrique Pajuelo Bustamante. Esta acción se realizó en trece inmuebles, incluyendo el local del partido Podemos Perú y las oficinas de Recursos Humanos de la Universidad Privada Telesup. La fiscal Sandra Castro ordenó la detención estos cinco implicados por los presuntos delitos de organización criminal, tráfico de influencias y patrocinio ilegal. Pero la sala de apelaciones los liberó aduciendo falta de pruebas y corroboración de los testimonios recabados.
Un mes después, la Fiscalía solicitó treinta y seis meses de prisión preventiva contra el líder de Podemos Perú, José Luna Gálvez; Fernando Obregón Mansilla; Óscar Nieves Vela, y Laura Silva Seminario, estos últimos cuatro son exfuncionarios de la ONPE. El Poder Judicial ordenó treinta y seis meses de arresto domiciliario para Luna Gálvez, mientras que para los exfuncionarios de la ONPE se ordenó comparecencia restringida.

## Premios y honores
- doctor honoris causa otorgado por la Universidad Nacional de Educación Enrique Guzmán y Valle, la Cantuta
- doctor honoris causa otorgado por la Universidad Nacional Hermilio Valdizán de Huánuco
- doctor honoris causa otorgado por la Universidad Privada de Chiclayo
- doctor honoris causa otorgado por la Universidad Nacional de Tumbes